# Mouvement socialiste (Belgique)
Le Mouvement socialiste (MS), anciennement Mouvement socialiste, citoyen wallon (MS-CW), est un parti politique belge officiellement créé le 17 novembre 2002 par des dissidents du Parti socialiste qui avaient présenté des listes sous diverses dénominations lors des élections communales de 2000. 
Le 7 mai 2012, ses deux dirigeants annoncent le ralliement du MS au nouveau Mouvement de Gauche créé un mois plus tôt par le député wallon ex-Ecolo Bernard Wesphael. Celui-ci envisage en septembre 2013 de quitter le parti qu'il a lui-même mis sur pied précisément à cause de « l’entrisme forcé d’anciens socialistes (exclus du PS, dissidents) qui entendent faire du MG un PS-bis en termes de méthode ».

## Historique du Mouvement socialiste
Le Mouvement socialiste est né de la rencontre de plusieurs formations dissidentes au Parti socialiste (Belgique) (PS) qui ont présenté des listes lors des élections communales de 2000 : l'Alternative socialiste citoyenne de Flémalle, emmenée par Marcel Cools, l'UNION à Binche, guidée par l'ancien bourgmestre André Navez.
Ces listes ont été rejointes par des femmes et des hommes venus de nombreuses autres communes de Wallonie et de Bruxelles. Ces listes se sont fédérées pour constituer le Mouvement socialiste, tel qu'on le connaît à ce jour.
Le but du Mouvement socialiste est d'être un vrai parti de gauche. Selon le MS : « Le PS est plus proche du centre que de la gauche ! »
Le MS plaide notamment pour une transformation profonde de la justice, une démocratie citoyenne, une sécurité sociale pour tous et une réforme globale de la fiscalité.
Le 18 mai 2009, le Président du MS, Francis Biesmans, participe au débat électoral des petits partis dans l'émission " Mise au Point " de la RTBF. Le Mouvement socialiste accède ainsi à la presse nationale. Pour Francis Biesmans : " Le MS est l'antithèse du PS ! "
Le MS se positionne à la gauche du PS. « On constate une dérive centriste au PS, présent dans les différents gouvernements depuis 1988. Une alternative est nécessaire », dixit Francis Biesmans.

## Résultats électoraux
Le MS est présent sur la scène politique en tant que tel depuis les élections législatives de 2003.

### Élections communales 2000 ( Région wallonne )
Des quelques communes, plusieurs listes sont constituées de membres écartés du PS.
À Flémalle, la liste Alternative socialiste citoyenne Flémalle obtient 20 % des suffrages et 6 élus au conseil communal.

### Élections législatives 2003 (Chambre des représentants)
Le MS a obtenu 0,12 % des voix, soit 8 116 voix.

### Élections régionales 2004 (Parlement wallon)
Le MS-CW a obtenu le score de 0,12 %, soit 2 458 voix.

### Élections communales et provinciales 2006
Pour la province de Namur, la liste du MS-CW recueille 0,14 % des voix et le MS obtient 0,21 %.
Au niveau communal, la plupart des listes MS (y compris sous d'autres étiquettes) n'obtiennent aucun élu, mais des candidats du MS figurent par ailleurs sur plusieurs listes du MR ou du CDH, ainsi à Waremme, Fattah El-Hani, conseiller sortant ex-PS, est réélu sur la liste du CDH, à la Ville de Bruxelles il en va de même pour les échevins ex-PS Jean-Baptiste De Cree et Carine Vyghen sur une liste majoritairement MR, Renouveau bruxellois. A Saint-Nicolas (Liège), une liste de cartel Ensemble réunit même MR, CDH et MS. D'autres, comme Jean-Pierre Brouhon, échevin apparenté Ecolo puis adhérent MS "à titre privé" à Ixelles, emmènent des listes sans étiquette,.

### Élections régionales 2009 (Parlement Wallon)
Le MS a obtenu le score de 0,32 % des voix. Il est le cinquième parti dans la circonscription de Thuin avec 3,58 % des votes, notamment grâce à Jean-Paul Pourtois et Andrez Navez.
Dans le canton de Huy, il est le sixième parti avec 2,93 % des votes, notamment grâce à la tête de liste Michel Lizin, le mari d'Anne-Marie Lizin, l'ancienne bourgmestre de Huy.

### Élections européennes 2009 (Collège électoral francophone)
Le MS a obtenu le score de 0,20 % des voix, soit 4 939 voix.

### Élections législatives 2010 (Chambre des représentants)
Les listes MS+ ont obtenu au total 2 827 voix, dont 1 031 (0,14 %) dans le Hainaut, 1 293 (0,21 %) en province de Liège, 368 (0,13 %) en province de Namur et 135 (0,08 %) en province du Luxembourg.

## Personnalités liées au MS

### Responsables
Francis Biesmans : Président du Mouvement socialiste.
Daniel Laurent : Responsable du MS dans l'arrondissement de Huy-Waremme.
Philippe Delforge : Responsable du MS dans l'arrondissement de Namur.

### Présence sur une liste MS
Michel Lizin : Tête de liste du MS aux élections régionales de 2009 à Huy-Waremme.
Jean-Pierre Molle : Candidat du MS aux élections européennes, ancien échevin à Florennes.
Eric Collin : Premier suppléant sur la liste MS aux élections régionales à Dinant-Philippeville, ancien échevin à Couvin.

### Quelques élus dans les communes
- José Canon  MS José Canon (Anderlues)
- Lucette Royez  MS José Canon (Anderlues)
- Roger Dewilde  MS José Canon (Anderlues)
- Dominique Mangeot  MS José Canon (Anderlues)
- Pierre Fusilier  MS José Canon (Anderlues)
- Laurence Nasdrovisky  MSAD : Mouvement Socialiste Athois Démocrate (Ath)
- André Navez  MS (Binche)
- Jean-Paul Pourtois  MS (Binche)
- Alain Detaye  MS (Binche)
- Jean-Baptiste De Cree  MS (Bruxelles)
- Fattah El-Hani  MS sur une liste CDH (Waremme)

## Sources
- MS Arrondissement de Namur

- MS José Canon d'Anderlues

- MS Binche, une composante de la liste UNION

- MS Flémalle, L'Alternative

- MS Athois Démocrate, une composante de la liste FORUM